# Римска делва
„Римска делва“ е български телевизионен игрален филм (късометражен) от 1983 година на режисьора Павел Павлов, по сценарий на Николай Хайтов. Консултант-оператор е Константин Джидров. Оператори са Руси Дундаков и Румен Янков.

## Актьорски състав
- Васил Михайлов
- Сотир Майноловски
- Иван Иванов – козарят
- Стефан Мавродиев
- Вълчо Камарашев - „изтребителят“ Арабаджиев